# Баисов, Матай
Матай Баисов (каз. Матай Байысов; 1903 — 11 ноября 1943) — командир пулемётного отделения 342-го стрелкового полка 136-й стрелковой дивизии 38-й армии Воронежского фронта, красноармеец, Герой Советского Союза (1944).

## Биография
Родился в 1903 году в селе Чубар (ныне село Алдабергеново Талдыкорганского района Алматинской области Казахстана) в крестьянской семье. Казах. Происходит из подрода Сиыршы рода Шуманак племени Жалайыр.
Окончил неполную среднюю школу. Работал секретарём партийной организации Талды-Курганской МТС. Член ВКП(б) с 1940 года.
В 1942 году был призван в Красную Армию Талды-Курганским райвоенкоматом Талды-Курганской области Казахской ССР. В боях Великой Отечественной войны с октября 1942 года.
Командир пулемётного отделения 342-го стрелкового полка (136-я стрелковая дивизия, 38-я армия, Воронежский фронт) красноармеец Матай Баисов в ночь на 2 октября 1943 года в числе первых переправился на правый берег реки Днепр южнее столицы Украины — Киева. В течение двух дней отделение под командованием красноармейца Баисова отражало вражеские контратаки. Лично огнём из станкового пулемёта уничтожил десятки гитлеровцев.
11 ноября 1943 года красноармеец Баисов пропал без вести в районе села Черняхов Обуховского (ныне Кагарлыкского района) Киевской области Украины.
Указом Президиума Верховного Совета СССР «О присвоении звания Героя Советского Союза генералам, офицерскому, сержантскому и рядовому составу Красной Армии» от 10 января 1944 года за «образцовое выполнение боевых заданий командования на фронте борьбы с немецко-фашистскими захватчиками и проявленные при этом отвагу и геройство» удостоен звания Героя Советского Союза.

## Память
- Именем Матая Баисова названа школа в его родном селе, улицы в селе Алдабергеново и городе Талдыкорган, в посёлке городского типа Кировский Талдыкорганского района Алматинской области. В средней школе села Алдабергеново, носящей имя Героя Советского Союза Матая Баисова, установлен его бюст[2].
- В честь Матая Баисова с 2000 года названо село в Ескельдынском районе Алматинской области[7].